# Luca Bucci
Luca Bucci (Bologna, 13 maart 1969) is een Italiaans voormalig doelman in het betaald voetbal. Hij was van 1986 tot en met 2009 actief voor onder meer Parma FC, Reggiana, Perugia, Torino, Empoli en ten slotte SSC Napoli. Bucci speelde in de periode 1994-1995 drie interlands voor de Italiaanse nationale ploeg. Hij zat in de selectie die deelnam aan de eindronde van het WK 1994 en ging als derde doelman mee naar het EK 1996. Hij dwong in het seizoen 2000/01 met Torino promotie af naar de Serie A.

## Carrière
- 1986-1987: Parma FC
- 1987: Pro Patria Calcio
- 1987-1988: Rimini Calcio
- 1988-1990: Parma FC
- 1990-1992: Casertana Calcio
- 1992-1993: Reggiana
- 1993-1997: Parma FC
- 1997: Perugia
- 1997-2003: Torino
- 2003-2004: Empoli
- 2004-2008: Parma FC
- 2009 : SSC Napoli